# آراگون پلیس (آریزونا)
آراگون پلیس (به انگلیسی: Aragon Place) یک منطقهٔ مسکونی در ایالات متحده آمریکا است که در آریزونا واقع شده‌است. آراگون پلیس ۱٬۰۲۱ متر بالاتر از سطح دریا واقع شده‌است.